# Itacajá
Itacajá est une municipalité brésilienne située dans l'État du Tocantins.